# クロノクロック
『クロノクロック』は、2015年4月24日にPurple softwareより発売された18禁美少女アドベンチャーゲーム。

## ストーリー
2015年6月末。5分だけ時間を戻せる時計を所有する主人公の沢渡澪は、ある日信号無視のトラックに轢かれかけ、自分より先に踏み潰された時計が壊れたことで時間が戻り、時計の精「クロノス」を名乗る少女「クロノ」に出逢う。彼女から時計の秘密を聞かされた澪は、その能力を利用して時に人助けもしつつ、運命の相手に出会うために学園の可愛い女の子に告白してまわり、脈のある子を調べていた。時計の力がなければ告白もできなかった澪だが、屋上から転落死した後輩の少女の鈴木みうを助け、彼女に感銘を受ける。

## 登場人物
沢渡 澪（さわたり れい）
主人公。5分だけ時間を戻せる時計を所有する。苗字と名前から親友の秀次からは「さんずい」とも呼ばれる。本編の独白によれば基本的に軽い性格で、漫然と日常を過ごしていたが、一度死にかけた事で時計の力を使って彼女を作り、童貞を卒業することを目指す。実家は全国的に有名な沢渡財閥。
クロ
声 - かわしまりの
身長：151cm スリーサイズ：B70/ W52/ H77 血液型：不明
時間の神・クロノスを自称する懐中時計の精であり、時間の管理者。時計の所有者のみ姿を見たり会話できるが、触れられない。時代がかった話し方をする。一人称は「我輩」。名前に似合わず和風な服装と古風な話し方から当初は主人公に幽霊か妖怪の類いと勘違いされた。主人公からは「クロ」と呼ばれる。
城之内 真琴（じょうのうち まこと）
声 - 山田ゆな
身長：156cm スリーサイズ：B90/ W60/ H82 血液型：A型
要領が悪いが身体能力と戦闘力は高い主人公のクラスメイト。普段は明るく社交的な性格。実家はフロント企業を持つ現役ヤクザにしてフィクサーの城之内家で、面識があることを主人公が思い出して以降は、凄みのある一面を見せたり暴力を含む実力行使に出ることもある。親からはカタギとして生きるよう言われており、普段は前述のように猫を被っている。
沢渡 満（さわたり みちる）
声 - 藤森ゆき奈
身長：154cm スリーサイズ：B82/ W58/ H85 血液型：AB型
幼少時に高熱を出し視力を失っている主人公の妹。高熱を出して以降、主人公が懸命に看病した結果筋金入りのブラコンになってしまった。しばしば主人公の貞操を狙っており、危ない発言をする事も多い。目は見えないが一人でも登校出来るが、主人公と共に登校することが多い。失明以前は跡取りとして可愛がられていたが、失明によって跡取りの可能性を失って以降は、主人公曰く「雑には扱われない程度に重宝されない」ポジションに落ち着いてしまっている。
安藤 美咲（あんどう みさき）
声 - 北見六花
身長：149cm スリーサイズ：B86/ W55/ H84 血液型：B型
感情表現が豊かな主人公の後輩。沢渡家には及ばないが建機メーカーとして有名な安藤在場の令嬢。後述のみうとは親友同士。
ドロシー・ダヴェンポート
声 - 桃井いちご
身長：161cm スリーサイズ：B75/ W58/ H82 血液型：B型
イギリスで生まれ育った、祖父が日本人のクォーターで主人公の家にホームステイしている。祖父と主人公の祖父の口約束で許嫁とされ、そのために来日する。通称D•D。
鈴木 みう（すずき みう）
声 - 上原あおい
身長：152cm スリーサイズ：B71/ W56/ H79 血液型：A型
男性に対して人見知りをする主人公の後輩。主人公が脈のある女子を探していた頃、後述の秀次に告白しようとして動揺のあまりに誤って入り口ではなく屋上のへりに向かって走ってしまい、その結果屋上から転落死したが、その瞬間を目撃した主人公に時計の力で助けられる。実家は貧しく、シングルファザーの父親との二人暮らしだが、IQが高く頭が良いため、特待生として奨学金を得ており、本来より二つ分飛び級している。
石田秀二（いしだ しゅうじ）
声 - 小池竹蔵
主人公の親友でクラスメート。みうが告白したかった相手。本編冒頭で彼女から告白を受けることになる。趣味は読書（ただしライトノベル）。満に惚れている。

## 舞台・用語
沢渡市(さわたり)
本作の舞台。某県沿岸部の街。主人公の実家の沢渡財閥が築いた街で、中央公園にあるモニュメントを中心に、モノレールが環状に敷設されており、JRの駅もある。街全体が大きな日時計を模したデザインになっているのが大きな特徴。繁華街やJRの駅は北部に位置しており、沿岸部には学園、東西には住宅街や山地が広がっている。
学園
校名は不明。南部の沿岸部に位置している。
沢渡邸
主人公の実家。東部の住宅地の一角にある和風邸宅。

## スタッフ
- 原画：克、月杜尋、こもわた遙華（SD原画）
- シナリオ：御影、溝淵涼
- 作詞：石川泰
- 作曲：田中俊裕
- 歌：橋本みゆき